# Watford
Watford /ˈwɒtfərd/ és una ciutat i un districte del Hertfordshire, Anglaterra, es troba a 34 km al nord-est del centre oficial de Londres (Charing Cross) i dins dels límits de l'autopista orbital M25. La ciutat es troba al nord del comtat del Gran Londres.
La parròquia rural de Watford cobreix una àrea al sud del districte municipal de Watford (el qual està extensament urbanitzat), al Districte Three Rivers. Les àrees properes, Bushey, Rickmansworth, Kings Langley, Abbots Langley, Oxhey i Leavesden, localitzades en el Districte Three Rivers i els districtes Hertsmere, integren l'àrea del codi postal de Watford.
El recompte oficial més recent estima la població de Watford en 96.800 habitants a mitjans del 2016. El borough tenia 90.301 habitants per al Cens del 2011 i més de 80.000 habitants per al Cens del 2001. L'àrea urbana, que inclou molts del veí Three Rivers, té una població total de 120.960 habitants, sent la 47a àrea urbana més gran d'Anglaterra.
Watford va ser creat com un districte urbà sota l'Acta del Govern Local del 1984, i es va convertir en borough municipal mitjançant la concessió d'un estatut el 1922.

## Suburbis
- Aldenham
- Bushey
- Garston
- Leavesden
- Rickmansworth
- Maple Cross
- Kings Langley,Hertfordshire|Kings Langley
- Abbots Langley
- Radlett
- Oxhey
- South Oxhey

## Fills il·lustres
- Katharine Goodson (1872-1958), pianista.
- Arthur Geoffrey Walker (1909-2001), matemàtic i físic